# Strohverteilgerät

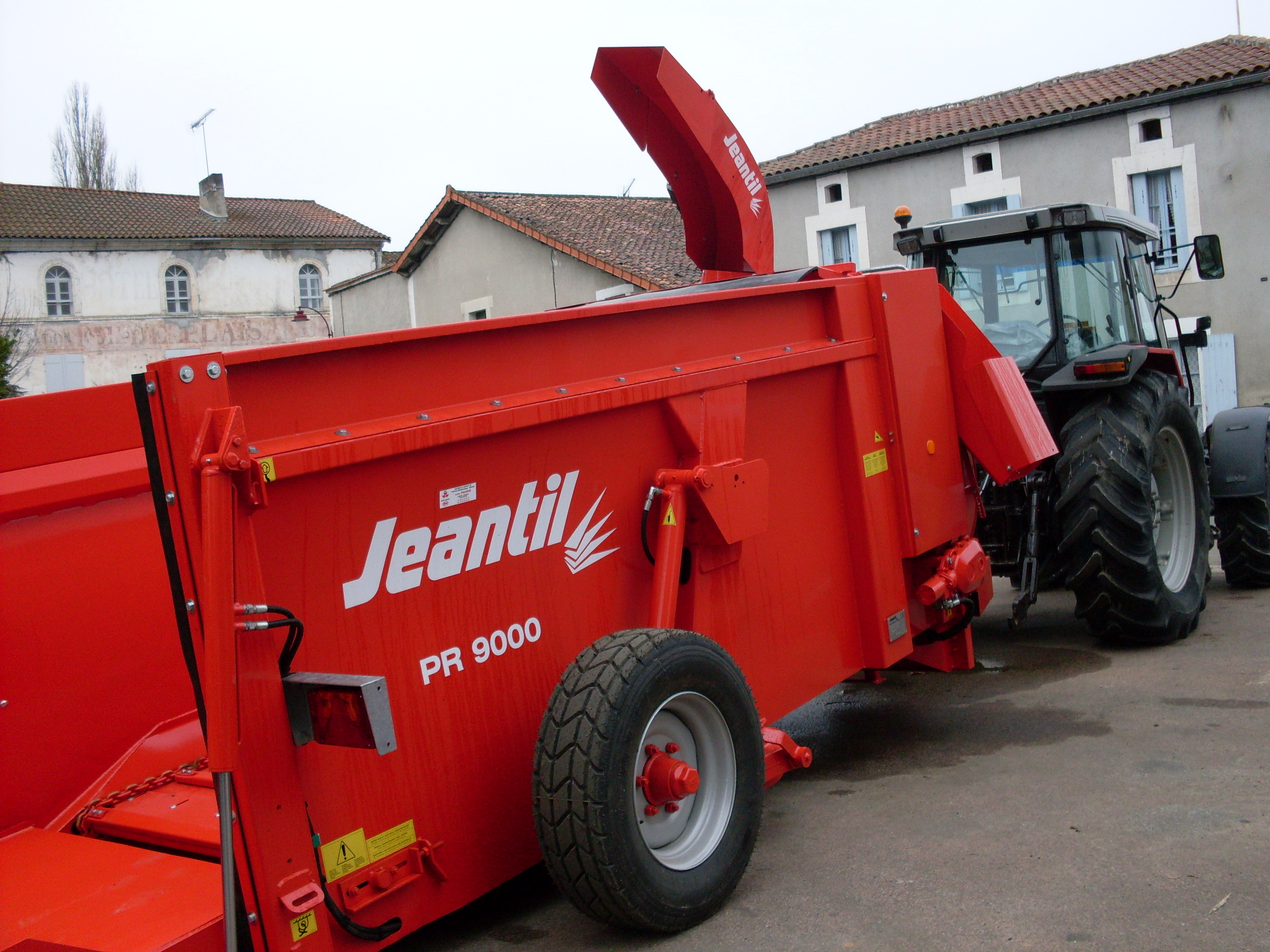
Strohverteiler für Stalleinstreu

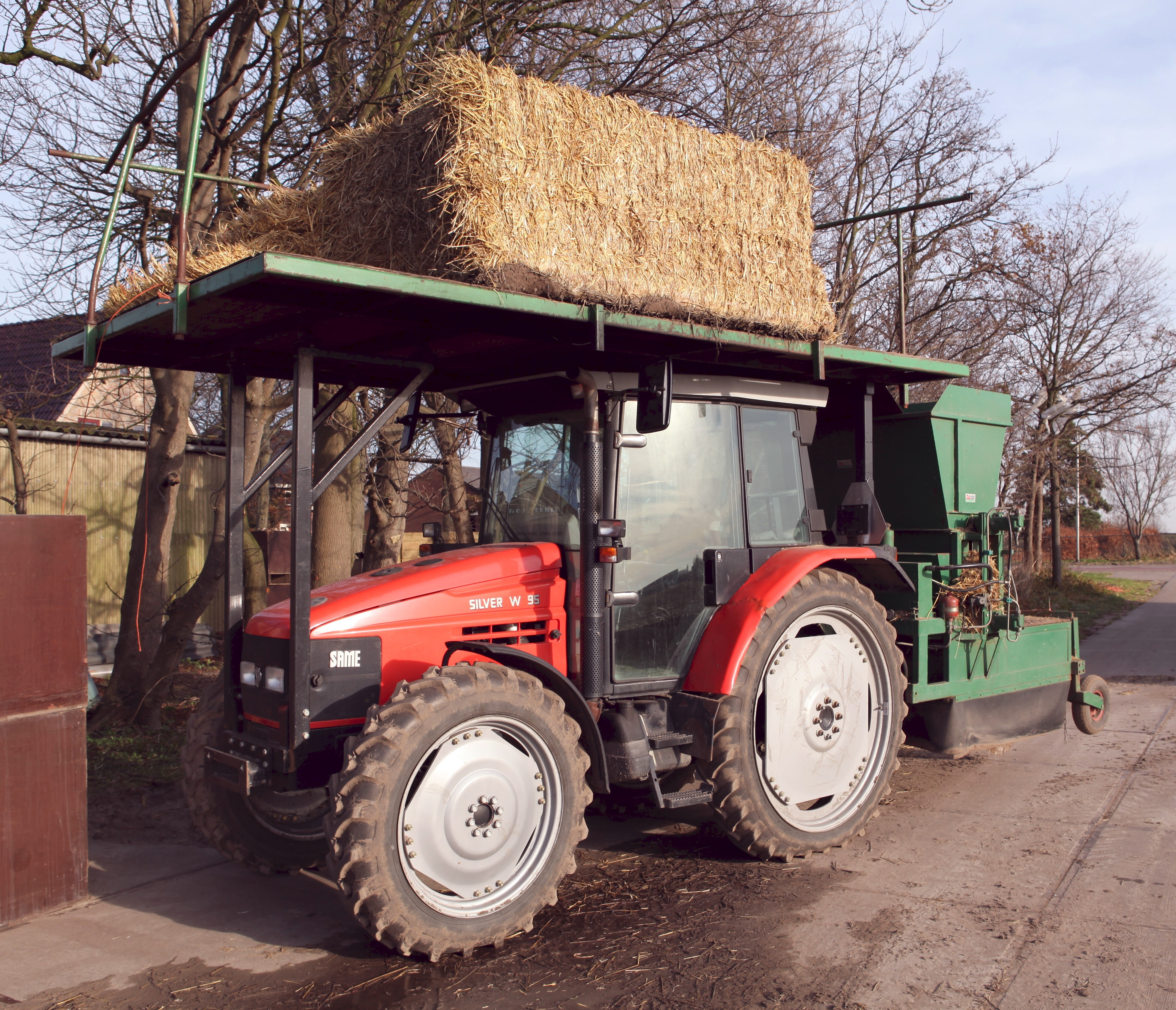
Strohverteilmaschine für Erdbeerfeld

Strohverteilgeräte sind Landmaschinen, die der Verteilung von Stroh auf Feldern oder im Stall zu Einstreuzwecken dienen.

## Einsatzzweck
Im Erdbeeranbau wird eine Strohmulchauflage genutzt, um die Früchte frei von Verschmutzung durch Erde zu halten. Gleichzeitig hat die Strohschicht eine isolierende Wirkung.
Im Stall erleichtern Strohverteilgeräte die Einstreuarbeit.

## Funktionsweise

### Geräte für Erdbeerfelder
Moderne Geräte nehmen die etwa 300 kg schweren Großballen mithilfe einer Art Kratzboden auf eine Plattform über dem Kabinendach auf. Anschließend werden die Kordeln entfernt, das Stroh wird durch Reißwalzen aufgelockert und anschließend hinter dem Traktor zwischen den Erdbeerreihen abgelegt.
Vereinzelt sind Geräte für Hochdruckballen im Einsatz. Eine Plattform im Heckanbau nimmt etwa 50 Stück der etwa 20 kg schweren Ballen auf. Das Bedienpersonal entfernt die Kordeln und stopft das Stroh in eine Öffnung. Dort wird es ebenfalls aufgelockert und zwischen den Reihen abgelegt.

### Geräte für Stalleinstreu
Die meisten Geräte besitzen einen Kratzboden, mit dem sie das Stroh zu den Auflösewalzen transportieren. Von dort aus wird das Stroh in der Regel über ein großes Wurfgebläse in den Stall gefördert.
Neben eigenständigen Geräten gibt es universell nutzbare Futtermischwagen mit angebautem Wurfgebläse.